# Inland Revenue (Vereinigtes Königreich)
Das Inland Revenue (deutsch Finanzamt) war bis April 2005 eine Nichtministerielle Regierungsabteilung der britischen Regierung, die für die Erhebung direkter Steuern (englisch direct taxation) zuständig war, darunter Ertragsteuer, Sozialversicherungsbeiträge (englisch national insurance contributions), Kapitalertragssteuer (englisch capital gains tax), Erbschaftssteuer, Körperschaftssteuer (englisch corporation tax), Mineralölsteuer (englisch petroleum revenue tax) und Stempelsteuer. In jüngerer Zeit verwaltet das Finanzamt auch die Steuergutschriftssysteme (englisch Tax Credits schemes), bei denen Gelder wie Working Tax Credit (WTC) (deutsch Arbeitssteuergutschrift) und Child Tax Credit (CTC) (deutsch Kinderfreibetrag) von der Regierung auf das Bankkonto eines Empfängers oder als Teil der Löhne ausbezahlt werden. Das Finanzamt war auch für die Zahlung des Kindergeldes zuständig (ab 1999).
Das Inland Revenue wurde am 18. April 2005 mit dem HM Customs and Excise (deutsch Zoll und Verbrauchsteuerbehörde) fusioniert, um das HM Revenue and Customs (deutsch Steuer- und Zollbehörde) zu bilden. Der heutige Name wurde durch die Verwendung des Ausdrucks „from Revenue and Customs“ in einer Reihe jährlicher öffentlicher Informationssendungen im Radio und in geringerem Maße im Fernsehen in den 2000er und 2010er Jahren veröffentlicht.

## Geschichte

### Board of Taxes
Die Anfänge des Inland Revenue gehen auf das Jahr 1665 zurück, als nach der Einführung von Sondersteuern zur Finanzierung des Zweiten Englisch-Niederländischen Krieges eine Board of Taxes (deutsch Steuerbehörde) eingerichtet wurde. Es war eine zentrale Organisation zur Überwachung der Erhebung der Sondersteuern erforderlich; es wurde als Tax Office (deutsch Finanzamt) bekannt.
Zu den vom Board of Taxes verwalteten Steuern gehörten die Land Tax (deutsch Grundsteuer), die erstmals 1692 erhoben wurde, sowie die Fenstersteuer und die Haussteuer, die beide aus dem Jahr 1696 stammten. Im Jahr 1785 wurden eine Reihe anderer Steuern, die vom Stamp Office und dem Excise Office verwaltet wurden, an das Tax Office übertragen; dazu gehörten Steuern auf Kutschen (aus dem Jahr 1747), auf Wagen und Karren, auf männliche Bedienstete (1777) und auf Pferde (1784). Gemeinsam mit der Haussteuer und der Fenstersteuer wurden sie als „veranlagte Steuern“ bekannt und sollten eine progressive Form der Besteuerung der Reichen darstellen.
Die Einkommensteuer wurde in verschiedenen Formen in den Jahren 1797, 1799 und 1803 bis 1816 eingeführt und dann 1842 als jährliche Steuer erneut eingeführt, die jedes Jahr im Finance Act (deutsch Finanzgesetz) offiziell erneuert wird.

### The Board of Stamps
Durch den Stamps Act von 1694 (deutsch Stempelgesetz) wurde eine eigene Board of Stamps (deutsch Stempelbehörde) geschaffen. Im 18. und frühen 19. Jahrhundert wurden die Börsenumsatzsteuer (englisch stamp duties) zu verschiedenen Zeiten (wenn die finanzielle Belastung der Wirtschaft dies erforderte und das Parlament dies erlaubte) über einem bestimmten Schwellenwert des Verkaufswerts auf Zeitungen, Flugschriften, Lotteriescheine, Lehrverträge (englisch apprentices' indentures), Werbung, Spielkarten, Würfel, Hüte, Handschuhe, Patentarzneimittel, Parfüms, Versicherungspolicen, Gold- und Silber Plattieren sowie Wappen (englisch armorial bearings) ausgeweitet. Eine weitere Kategorie ist das am häufigsten genannte Beispiel einer unpopulären und am schwierigsten durchzusetzenden Steuer: Der Duty on Hair Powder Act 1795 (deutsch Gesetz zur Abgabe auf Haarpuder). Die letzten verbliebenen Stempelsteuern sind die „stamp duty land tax“ (deutsch Stempelsteuer auf Grundbesitz) und die „stamp duty reserve tax“ (deutsch Stempelsteuer auf Reserven); die Verwendung physischer Stempel wurde jedoch eingestellt.

### The Board of Stamps and Taxes
Im Juni 1833, nachdem die Zahl der erhobenen Steuern und Abgaben stetig zurückgegangen war, wurde ein einziges Gremium von Kommissaren eingerichtet, um die Einnahmen aus Stempeln und Steuern zusammenzuführen. Das Board of Taxes und das Board of Stamps wurden im Rahmen des Land Tax Act 1834 formell zum Board of Stamps and Taxes (deutsch Amt für Stempel und Steuern) zusammengelegt.

### The Board of Inland Revenue

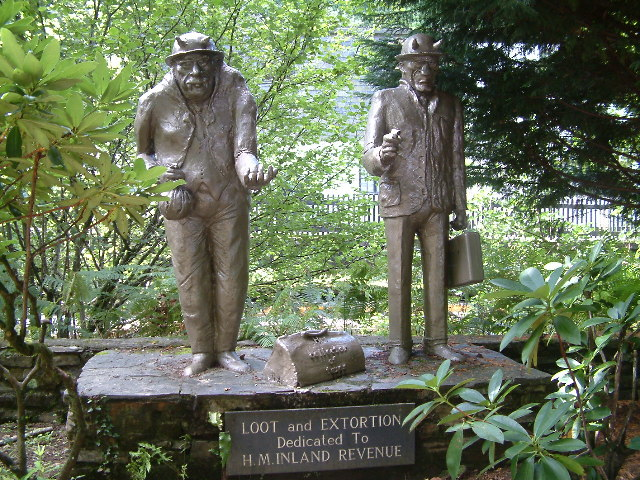
LOOT and EXTORTION gewidmet dem H.M. Inland Revenue,
Statuen bei Trago Mills (in der Nähe von Liskeard, Cornwall), die sich über die Steuerbehörde lustig machen.

Das Board of Inland Revenue (deutsch das Finanzamt) wurde im Rahmen des Inland Revenue Board Act von 1849 gegründet, nachdem das Board of Excise und das Board of Stamps and Taxes zusammengelegt worden waren. Die Verantwortung für die Verbrauchsteuer wurde 1909 auf das Board of Customs and Excise übertragen.
Um die Selbstveranlagung bei der Steuererklärung (promote self-assessment tax returns) zu fördern, schuf die Behörde im Jahr 1995 die Figur Hector the Tax Inspector (deutsch Steuerinspektor Hector).

### HM Revenue and Customs
Der Haushalt 2004 enthielt Vorschläge zur Fusion von HM Customs and Excise mit dem Board of Inland Revenue zur Bildung einer neuen Behörde, HM Revenue and Customs (HMRC). Die Fusion wurde durch den Commissioners for Revenue and Customs Act 2005 (deutsch Gesetz über die Beauftragten für Einnahmen und Zölle von 2005) mit Wirkung vom 18. April 2005 umgesetzt.

## Bemerkenswertes Personal

### Ministerführung
Die Leitung und Entscheidungsfindung auf höchster Ebene obliegt den Ministerien, da die Ausgestaltung einer bestimmten Steuer und der Erfolg bei der Erhebung einer bestimmten Steuer letztlich von den getroffenen politischen Entscheidungen abhängen. Von besonderer Bedeutung sind die Debatten im Parlament bei der Einführung dieser Steuern.

### Beamte
Der ständige Sekretär des Finanzministeriums (englisch Permanent Secretary to the Treasury) hat die wichtigste beratende und politisch informative Rolle bei der Ermöglichung der Abteilungstätgkeit und arbeitet dabei mit dem Vorstandsvorsitzenden zusammen, der zusammen mit dem Rest des Vorstands die Gesamtverantwortung für die operative Durchführung der Funktionen der Steuerbehörde trägt.
Wenn Unterabteilungen (normalerweise Ämter, Ausschüsse und Büros) ihre eigenen Steuern erlassen oder ihren Aufgabenbereich erweitern, haben diese auch die Generalkontrolleure und der Vorsitzende gesehen. Ein Beispiel ist Robert Wilkie Stanton, Kontrolleur für Stamps and Taxes (Schottland), Board of Inland Revenue.

## Private Finance Initiative
Im Jahr 2001 ging das Inland Revenue im Rahmen der Private Finance Initiative den STEPS-Kontrakt (Strategic Transfer of the Estate to the Private Sector; deutsch Strategische Übertragung des Vermögens an den Privatsektor) ein, in dessen Rahmen sie zwei Drittel ihres Besitzes für 370 Millionen Pfund an Mapeley verkaufte und die Liegenschaften anschließend zurückpachtete.